# Стуколкин, Тимофей Алексеевич
Тимофе́й Алексе́евич Стуко́лкин (24 апреля (6 мая) 1829 год — 18 (30) сентября 1894 год) — русский танцовщик, артист комедии и водевиля, непревзойдённый мастер пантомимы. Кроме артистической карьеры, преподавал танцы в различных учебных заведениях Санкт-Петербурга.

## Биография
Тимофей Стуколкин родился 24 апреля (6 мая) 1829 года в селе Кезьмино Симбирской губернии.
В возрасте 7-8 лет начал выступать в пантомимах ярмарочных балаганов, так проявились его яркие мимические способности.
Учился на балетном отделении Петербургского театрального училища, где среди его педагогов были Ш. Лашук, Ф. Малавернь и Э. Гредлю. Будучи воспитанником, исполнял пантомимные партии в спектаклях. Дебютировал в 1845 году на сцене Михайловского театра, исполнив роль Сотине в комическом балете «Мельники» в постановке Э. Гредлю.
После окончания училища в 1848 году и до самой смерти был артистом петербургской Императорской труппы, выступал в Большом Каменном, Эрмитажном и Мариинском театрах.
Создавал как характерные и гротесково-комические партии, так и психологические образы. Выступал в драме, комедии, водевиле, исполнял комические куплеты. Кроме того, сочинял для себя специальные концертные номера,.
В 1864 году Тимофей Стуколкин должен был стать первым исполнителем партии Иванушки в балете Цезаря Пуни «Конёк-Горбунок», однако перед самой премьерой он сломал ногу, в роли Иванушки его заменил  Николай Троицкий.
Даже на седьмом десятке продолжал оставаться незаменимым пантомимным артистом в труппе. В 1892 году исполнил партию Дроссельмейера на премьере балета П. И. Чайковского «Щелкунчик».
Среди партнёров Стуколкина на сцене были Николай Гольц, Каролина Розати, Лев Иванов, Александра Кеммерер, Альфред Бекефи, Александр Пишо, Павел Гердт, Екатерина Вазем, Антониетта Дель-Эра, Александр Ширяев, Сергей Легат и многие другие артисты петербургского балета 2-й половины XIX века.
Начиная с 1854 года Тимофей Алексеевич преподавал бальные танцы в Смольном, Екатерининском, Патриотическом и Елизаветинском институтах, в Александровском лицее.
Скончался Тимофей Стуколкин 18 (30) сентября 1894 года прямо на сцене, после II акта балета «Коппелия» Лео Делиба, где он исполнял роль Коппелиуса в постановке Мариуса Петипа.
Воспоминания Тимофея Алексеевича частично были напечатаны в 1895 году в журнале «Артист».
Дочь — Надежда Тимофеевна (1853—?), с 1899 года замужем за помощником инспектора Института инженеров путей сообщения Александром Ивановичем Вальбергом.

## Репертуар
Среди исполненных Тимофеем Стуколкиным балетных партий: 
- 4 октября 1845, Михайловский театр — Сотине, «Мельники», постановка Эмиля Гредлю по балету Огюста (дебют, заменил артиста Флери)
- Никез и Марцелина, «Тщетная предосторожность»
- Пьер Гренгуар и Квазимодо, «Эсмеральда»
- Иванушка, «Конёк-Горбунок» Ц. Пуни, постановка А. Сен-Леона
- 18 января 1862 — Джон Буль / Пасифонт*, «Дочь фараона» М. Петипа (Лорд Вильсон / Таор — М. Петипа, Аспиччия — К. Розати)
- 26 сентября 1867 — Тарас*, «Золотая рыбка» А. Сен-Леона (Галя — Г. Сальвиони, Петро — Л. Иванов, Золотая рыбка — К. Канцырева)
- 9 ноября 1871 — Дон Кихот*, «Дон Кихот» М. Петипа (Китри — А. Вергина, Базиль — Л. Иванов, Санчо Панса — А. Пишо, Гамаш — Н. Гольц)
- 25 ноября 1884 — Коппелиус*, «Коппелия» М. Петипа (Сванильда — В. Никитина, Франц — П. Гердт)
- 6 декабря 1892 — Дроссельмейер*, «Щелкунчик» Л. Иванова

(*) — первый исполнитель партии